# Cantone di Upala
Il cantone di Upala è un cantone della Costa Rica facente parte della provincia di Alajuela.

## Geografia antropica

### Suddivisioni amministrative
Il cantone  è suddiviso in 7 distretti:
- Aguas Claras
- Bijagua
- Delicias
- Dos Ríos
- San José
- Upala
- Yolillal